# Велимир Гашић
Велимир Гашић (Александровац, 10. мај 1964) је српски кошаркашки тренер. Тренутно је тренер Слободе из Ужица.

## Каријера
Гашић је рођен у Александровцу, али се са свега годину дана преселио у Ријеку где је његов отац добио посао. Основну и средњу школу је завршио у Ријеци. Дипломирао је на Машинском факултету у Ријеци 1986. године, а паралелно је студирао и Факултет за спорт и физичко васпитање. Прво је студирао код професора Александра Николића на Београдском Универзитету, а студије је потом завршио у Сарајеву 1985. године, одсек кошарка.
По завршетку активног играња кошарке, водио је кадете и јуниоре Кварнера из Ријеке. Године 1989. је дошао у Партизан где је радио до сезоне 1993/94. Од 1989. до 1991. године је водио јуниорски и млади тим Партизана. Био је члан стручног штаба шампионске генерације Партизана која је 1992. године освојила Европску титулу, као први асистент Жељка Обрадовића. Потом је радио у Кикинди, као први тренер. У сезони 1995/96. је радио у Борцу из Бање Луке. У сезони 1998/99. био је тренер у београдском Радничком, који је те сезоне играо међународни Куп Радивоја Кораћа. У периоду од 1999. до 2001. године поново је радио у Борцу из Бање Луке, тим је тада са великим успехом играо у Купу Сапорте, а освојена је и титула првака државе. Водио је и Слободу из Тузле од 2001. до 2003. године, која се такмичила у Јадранској лиги и ФИБА Купу и била првак државе.
Наставио је своју тренерску каријеру у Кошаркашком савезу. Од 2003. до 2005. године радио је са кадетском и јуниорском репрезентацијом. Био је тренер у новосадској Војводини од 2005. до 2007. године. Поново је радио са репрезентативним селекцијама у Кошаркашком савезу од 2007. до 2010. године. У сезони 2010/11. био је у Металцу из Ваљева. Био је члан стручног штаба Партизана као први асистент тренера Вујошевића од сезоне 2012/13. па све до 2015. године. У лето 2016. постао је тренер Слободе из Тузле, и ту се задржао до децембра 2017. године.

## Успеси
Има бронзану медаљу са Светског првенства за играче до 22 године у Мелбурну 1998. године када је водио репрезентацију Југославије, као и бронзану медаљу са Универзијаде у Измиру 2005. године. Био је члан стручног штаба сениорске репрезентације на Европском првенству 2007. у Шпанији. Са Партизаном је освојио триплу круну 1992. године, национални куп 1994. године, домаће првенство 2013. и 2014. године као и АБА лигу 2013. године.